# Ri Chol
Ri Chol (em coreano: 리철) é um político norte-coreano, que, a partir de abril de 2019, passou a integrar o Presidium da Assembleia Popular Suprema.
Nascido em 1940, se formou na Faculdade de Estudos Internacionais e no Departamento Francês de Relações Internacionais.
Entre 1973 e 1979, atuou como Diretor de Relações Exteriores e Literatura da Organização Internacional e, em junho de 1980, foi nomeado para os Assuntos Gerais da Embaixada da Coreia do Norte em Genebra (Suíça), após passar pelo gabinete do secretário da liderança organizacional do Partido.
Em setembro de 1987, depois de servir como embaixador em Genebra (Suíça), se tornou o representante permanente da Coreia do Norte no secretariado da ONU em Genebra.
Em janeiro de 1998, foi nomeado como embaixador na Suíça.
A partir de agosto de 2001, passou a ser o embaixador em Liechtenstein.
Em dezembro de 2001, passou a ser embaixador na Holanda.
Em março de 2010, ele renunciou ao cargo de embaixador na Suíça.
Em setembro de 2010, foi eleito para integrar o Comitê Central do Partido dos Trabalhadores da Coreia (PTC).